# Sigi Renz
Siegfried Renz dit Sigi Renz, né le 2 août 1938 à Munich et mort le 1er février 2025, est un coureur cycliste allemand actif de 1960 à 1976.

## Biographie
Sigi Renz s'est principalement illustré dans les courses de six jours, dans lesquelles il a remporté 23 succès entre 1963 et 1974. Il a également été champion d'Allemagne sur route en 1963.

## Palmarès sur piste

### Six jours
- 1963 : Dortmund, Berlin (avec Klaus Bugdahl)
- 1964 : Berlin (avec Klaus Bugdahl)
- 1965 : Cologne (avec Rudi Altig)
- 1966 : Dortmund, Zurich, Berlin (avec Rudi Altig), Berlin (avec Klaus Bugdahl), Québec (avec Fritz Pfenninger)
- 1968 : Cologne, Brême (avec Rudi Altig), Anvers (avec Theo Verschueren et Emile Severeyns)
- 1969 : Gand (avec Rudi Altig)
- 1970 : Berlin (avec Wolfgang Schulze), Francfort (avec Jürgen Tschan)
- 1971 : Bruxelles (avec Albert Fritz)
- 1972 : Brême, Cologne, Munich (avec Wolfgang Schulze), Milan (avec Felice Gimondi)
- 1973 : Berlin, Francfort (avec Wolfgang Schulze)
- 1974 : Munich (avec Graeme Gilmore)

### Championnats d'Europe
- Champion d'Europe de l'américaine en 1966 (avec Klaus Bugdahl), 1971 et 1973 (avec Wilfried Peffgen)

### Championnats nationaux
- Champion d'Allemagne de poursuite en 1962
- Champion d'Allemagne de l'américaine (avec Klaus Bugdahl) en 1963

## Palmarès sur route
- 1962
  - 2e du Tour des Quatre Cantons
- 1963
  -  Champion d'Allemagne sur route

## Résultats sur les grands tours

### Tour de France
1 participation 
- 1961 : abandon (10e étape)